# Canavesita
La canavesita és un mineral de la classe dels borats. Va rebre el seu nom l'any 1978 per Giovanni Ferraris, Marinella Franchini-Angela i Paolo Orlandini per la seva localitat tipus, el túnel de Vola Gera, al districte Canavese, Torí, Itàlia.

## Característiques
La canavesita és un borat de fórmula química Mg₂(HBO₃)(CO₃)·5H₂O. Va ser aprovada com a espècie vàlida per l'Associació Mineralògica Internacional l'any 1977. Cristal·litza en el sistema monoclínic. Es troba en forma fibrosa [010], amb cristalls pseudohexagonals aplanats, de fins a 3 mm, típicament en agregats en forma de roseta.
Segons la classificació de Nickel-Strunz, la canavesita pertany a «06.H - Borats sense classificar», juntament amb els següents minerals: braitschita-(Ce), ekaterinita i qilianshanita.

## Formació i jaciments
És un mineral secundari poc freqüent que es troba a la intempèrie en skarns de ludwigita-magnetita, minerals amb els que acostuma a trobar-se associada. Va ser descoberta l'any 1977 a la mina Brosso, a Cálea, Léssolo (Província de Torí, Piemont, Itàlia). També ha estat descrita a la mina Sterling, a Sterling Hill (Nova Jersey, Estats Units).